# Trafalgar (Indiana)
Trafalgar és una població dels Estats Units a l'estat d'Indiana. Segons el cens del 2000 tenia 798 habitants.

## Demografia
Segons el cens del 2000, Trafalgar tenia 798 habitants, 263 habitatges, i 208 famílies. La densitat de població era de 238,8 habitants/km².
Dels 263 habitatges en un 52,1% hi vivien nens de menys de 18 anys, en un 63,9% hi vivien parelles casades, en un 11,8% dones solteres, i en un 20,9% no eren unitats familiars. En el 18,3% dels habitatges hi vivien persones soles el 5,7% de les quals corresponia a persones de 65 anys o més que vivien soles. El nombre mitjà de persones vivint en cada habitatge era de 2,99 i el nombre mitjà de persones que vivien en cada família era de 3,39.
Per edats la població es repartia de la següent manera: un 35,2% tenia menys de 18 anys, un 7,1% entre 18 i 24, un 36,3% entre 25 i 44, un 12,9% de 45 a 60 i un 8,4% 65 anys o més.
L'edat mediana era de 30 anys. Per cada 100 dones de 18 o més anys hi havia 98,1 homes.
La renda mediana per habitatge era de 50.357 $ i la renda mediana per família de 54.531 $. Els homes tenien una renda mediana de 38.438 $ mentre que les dones 22.083 $. La renda per capita de la població era de 17.079 $. Entorn del 3,5% de les famílies i el 8,4% de la població estaven per davall del llindar de pobresa.

## Poblacions més properes
El següent diagrama mostra les poblacions més properes.